# Proteus Design Suite
Proteus Design Suite – pakiet oprogramowania EDA firmy Labcenter Electronics. W jego skład wchodzą aplikacje wspomagające tworzenie schematów  układów elektronicznych oraz projektowanie płytek drukowanych. 
Pakiet ten umożliwia tworzenie symulacji programowalnych mikrokontrolerów (8051, ARM7, AVR, Motorola, PIC), układów analogowych i innych. Posiada wbudowaną bazę podzespołów elektronicznych i zawiera edytor obudów. Umożliwia projektowanie wielowarstwowych płytek drukowanych, zawiera narzędzia służące do automatycznego rozmieszczania elementów i wytyczania ścieżek (autoruting), oferuje podgląd zaprojektowanych płytek w formie wizualizacji 3D.

Dostępna jest bezpłatna wersja lite pakietu, która zawiera szereg ograniczeń.

## Składniki pakietu
- ISIS - tworzenie schematów i symulacja układów,
- ARES - narzędzie do projektowania PCB.